# 耀騰
耀騰股份有限公司是位在台灣的一家電子公司，成立於1997年7月24日。早期以電子國際貿易為主，2000年投入製造。該公司專營印刷電路板（PCB+FPC）生產製造及銷售，並透過策略聯盟方式進軍中國，在中國以及台灣皆有生產基地，並投身於線路板相關技術、生產、以及組裝貼片。
目前，耀騰提供單雙層、多層印刷電路板（PCB）、HDI PCB、軟版（Flexible PCB）、軟硬結合版（Rigid-Flex Board）、金屬基板（MCPCB）、組裝電路板（PCBA）生產製造、以及零件代購的服務。